# Petr Pudil
Petr Pudil (* 26. října 1974, Veltrusy) je český podnikatel, spoluzakladatel family office bpd partners a mecenáš umění.
Podle časopisu Forbes patří Petr Pudil spolu se svými společníky z bpd partners Vasilem Bobelou a Janem Dobrovským mezi stovku nejbohatších českých podnikatelů s celkovým majetkem odhadovaným ve výši cca 19,8 mld. Kč.

## Energetika
Petr Pudil podnikal počátkem 90. let v oblasti reklamy a komunikace. Později se stal ředitelem pro strategii v Mostecké uhelné společnosti, a.s. (MUS). V roce 2005 získal s dalšími investory od skupiny Appian Group podíl v MUS, která byla začleněna do nově vzniklé skupiny Czech Coal. Akvizice byla financována úvěrem významného tuzemského bankovního domu.[zdroj?] V roce 2008 navýšil svůj podíl ve skupině Czech Coal odkupem podílů Antonína Koláčka a Luboše Měkoty. V roce 2010 svůj podíl prodal společnostem Pavla Tykače. Petr Pudil se nepodílel na privatizaci Mostecké uhelné společnosti, a.s. a nebyl souzen v žádném z procesů, které se privatizace Mostecké uhelné společnosti, a.s. týkaly.
Petr Pudil svědčil u soudu v tzv. kauze Mostecká uhelná. Pudil, coby bývalý člen představenstva Mostecké uhelné společnosti svědčil v roce 2019 u soudu proti svému někdejšímu spojenci a bývalému manažerovi MUS Antonínu Koláčkovi. Pudil u soudu prohlásil, že ho Koláček ani další obžalovaní neinformovali o tom, že jsou skutečnými vlastníky firmy Appian, která doly ovládla. Ti to ale označili za lež. Také uvedl, že neznal podrobnosti o transakcích přes švýcarské účty. Pudil tak u soudu uplatňoval šestimiliardovou škodu a umožnil tím i vedení soudního řízení ve Švýcarsku. Podle vyšetřování byl Pudil, coby menšinový vlastník (vlastnil podíl 10 %), přizván kolem roku 2005 k založení podniku Severočeská uhelná, který MUS po privatizaci odkoupila za šest miliard korun. Následně do roku 2010 doly zcela ovládl Pavel Tykač. Pudil a jeho tehdejší obchodní společník Vasil Bobela v téže době začali být nespokojení s tím, jak jsou obchody vedeny za jejich zády zejména Antonínem Koláčkem a Lubošem Měkotou. Podle vlastní výpovědi chtěli Pudil s Bobelou Severočeskou uhelnou rozvíjet a ne její akcie ve velkém prodávat. Antonín Koláček ovšem u soudu uvedl, že Pudil i Bobela byli od začátku zapojeni do privatizace MUS. Pudil měl mít od roku 1997 na starosti lobbing a strategickou komunikaci podniku a měl vyjednávat podmínky odkoupení zbytkového státního podílu MUS od státu. Podle státního zástupce Radka Bartoše se Pudila s Bobelou trestní stíhání nikdy netýkalo, protože nepůsobili v zahraničních firmách, kam z MUS odtékaly peníze. A vlastnicky se v dolech angažovali až v poslední fázi, přičemž peníze na nákup akcií pocházely z úvěru od banky a byly tak tzv. čisté. Podle Bartoše nebyli u toho, když se MUS ovládala, a nebyli osobami, které se na ovládnutí podílely.  Pražský městský soud uznal v červnu 2023 Antonia Koláčka a Oldřicha Klimeckého vinnými v kauze ovládnutí a privatizace MUS. 

## bpd partners
V roce 2008 založil Petr Pudil s Vasilem Bobelou a Janem Dobrovským family office bpd partners. Součástí skupiny jsou mezi jinými firmy z holdingu REN Power vyrábějící elektřinu z obnovitelných zdrojů, ze slunce a větru s výrobními kapacitami v ČR, Polsku a Velké Británii. REN Power provozuje energetické zdroje o celkovém instalovaném výkonu 87,8 MWp.[zdroj?]
Významnou část aktivit společnosti bpd partners představují developerské aktivity. Realizovanými projekty skupiny jsou například budova dnešní PPF Gate na Evropské třídě v Praze, sousedící administrativní komplexy BLOX a TELEHOUSE a bytové komplexy v Praze např. Royal Triangle ve Střešovicích.
Skupina bpd partners je významným investorem do řady start-upových projektů zaměřených do oblastí biotechnologií, medicíny, potravinářství a dalších špičkových technologií.
Od roku 2021 je součástí skupiny bpd partners zdravotní klinika ambulantní péče My Clinic.

## Chemická výroba
V roce 2012 vstoupila skupina bpd partners majetkově do společnosti Draslovka lučební závody Kolín a.s., tradičního výrobce chemikálií na bázi kyanidu v Kolíně. Skupina bpd partners tohoto tradičního výrobce kyanidů vlastní společně s B3 Holding.
V roce 2021 oznámila Draslovka záměr stát se globálním hráčem ve výrobě kyanidové chemie. V červnu 2021 oznámila dohodu o koupi výrobce kyanidu sodného od společnosti Sasol South Africa Limited v Sasolburgu (JAR). Transakce podléhá schvalování antimonopolních úřadů v JAR a její dokončení se očekává během roku 2022.
V červenci 2021 Draslovka koupila největšího producenta pevného kyanidu sodného na světě, divizi Mining Solution společnosti The Chemours Company v Memphisu, Tennessee, USA. Proces převzetí této společnosti byl dokončen koncem listopadu 2021.  

## Ostatní zájmy a filantropie

### The Pudil Family Foundation
Petr Pudil společně s manželkou Pavlínou založili Nadaci The Pudil Family Foundation. Jejím cílem je podporovat projekty v oblasti výtvarného umění propojující české a mezinárodní umění. Nadace vlastní rozsáhlou sbírku českého a mezinárodního umění.

### Kunsthalle
Nadace The Pudil Family Foundation je majitelem objektu bývalé Zengerovy trafostanice na pražském Klárově. Po náročné rekonstrukci se stal objekt pražskou Kunsthalle, obdobou podobných kulturně-vzdělávacích center v zahraničí. Kunsthalle Praha zahájila svou činnost 22. února 2022 výstavou Kinetismus: 100 let elektřiny v umění.
Petr Pudil je členem akviziční komise britské galerie TATE, společně s manželkou Pavlínou Pudil jsou členy akviziční komise pařížského Centre Pompidou a oba jsou členy mezinárodního výboru pařížského Palais de Tokyo.

### Post Bellum
Spolu s Janem Dobrovským a Vasilem Bobelou je Petr Pudil významným sponzorem neziskové obecně prospěšné společnosti Post Bellum, která se v projektu Paměť národa zabývá zaznamenáváním a archivací vzpomínek pamětníků totalitních režimů 20. století. Petr Pudil a Jan Dobrovský získali v roce 2021 v soutěži EY Podnikatel roku Cenu České televize za podnikatelský přínos kultuře a umění za podporu projektu Post Bellum.

### GLOBSEC
Petr Pudil je od roku 2021 viceprezidentem představenstva středoevropského think tanku GLOBSEC.

## Rodina
Petr Pudil má rád umění a sport. Spolu s manželkou Pavlínou a třemi dětmi žije v Praze.